# Lur Koh
Lur Koh är ett berg i Afghanistan. Den ligger i provinsen Farah, i den västra delen av landet. Toppen når 2 492 m ö.h.